# Georgi Gluškov
Georgi Nikolov Gluškov (bug. Георги Николов Глушков) (1960.) je bivši bugarski košarkaš i državni reprezentativac. Visine je 203 cm. Igrao je na mjestu krilnog centra i centra. Prvi je Bugar koji je zaigrao u NBA. Na Draftu 1985. izabrali su ga Phoenix Sunsi u 7. krugu kao 148. izbor ukupno.
Igrao je u Bugarskoj, u NBA, Italiji i Španjolskoj.